# أوريماس كيجا
أوريماس كيجا (بالليتوانية: Aurimas Kieža)‏ مواليد 25 أكتوبر 1982 في كاوناس، هو لاعب كرة سلة ليتواني. بدأ مسيرته الاحترافية في سنة 2000. يحمل الرقم 25. يبلغ طوله 6 قدم 8 بوصة (2.0 م).

## المسيرة الاحترافية
لعب مع شياولياي من سنة 2006 إلى 2008، ثم لعب مع بولتافا في موسم 2008–2009، ثم لعب مع بالاكانسترو ريجيانا في الدوري الإيطالي في سنة 2010، ثم لعب مع أوتينوس يوفنتوس في موسم 2010–2011، ثم لعب مع شياولياي في موسم 2012–2013، ثم لعب مع نادي بريشتينا لكرة السلة في موسم 2013–2014.

## روابط خارجية
- أوريماس كيجا على موقع الاتحاد الدولي لكرة السلة (الإنجليزية)
- أوريماس كيجا على موقع الدوري الأوروبي لكرة السلة (الإنجليزية)
- أوريماس كيجا على موقع كرة السلة الأوروبية.كوم (الإنجليزية)
- أوريماس كيجا على موقع كلية كرة السلة في سبورتس رفرنس.كوم (الإنجليزية)
- أوريماس كيجا على موقع ريلجم (الإنجليزية)
- أوريماس كيجا على موقع بروبوليرز (الإنجليزية)
- أوريماس كيجا على موقع سبورتس رفرنس (الإنجليزية)